# Vibo Valentia
Vibo Valentia er en af de største byer i den sydlige del af Italien med 31.092(2023) indbyggere.